# Palais Andréas-Syngrós
Le palais Andréas-Syngrós (en grec moderne : Μέγαρο Ανδρέα Συγγρού), un palais de la ville d'Athènes, est aujourd'hui le siège du ministère grec des Affaires étrangères. Il est situé au croisement de l'avenue Vasilíssis Sofías et de la rue Zalokósta, au nord du bâtiment du Parlement.

## Histoire
Le palais a été construit par le riche grec de l'étranger Andréas Syngrós (1830–1899), un banquier de Constantinople. En 1871, il décide de vivre exclusivement à Athènes. En 1872, il acheta le chantier de ce qui était alors l'avenue Kifissías, aujourd'hui avenue Vasilíssis Sofías, pour 65 000 drachmes.
Le bâtiment néoclassique en face de l'ancien palais royal a été construit entre 1872 et 1873 selon les plans de l'architecte allemand Ernst Ziller. Comme le rapporte Syngrós dans ses mémoires (1908), les plans originaux de Ziller ont été modifiés par son intervention, « et donc extraordinairement naïfs ».
La construction du palais a été initialement supervisée par l'ingénieur militaire Nikólaos Soútsos et plus tard par l'architecte français Émile-Jules Piat, qui a également planifié l'intérieur. Piat était à la fin du XIXe siècle avec le soutien de l'ambassade de France à Athènes et a été présenté à Syngrós par un ami français. Ses travaux incluent le palais Athinogène et la construction de l'École française d'Athènes.
Andréas Syngrós était marié à Ifigénia Mavrokordátou. Après sa mort, celle-ci a légué le bâtiment au peuple grec « pour une utilisation permanente par le ministère des Affaires étrangères ».
Le bâtiment a subi d'importants changements dans les années 1930 et 1940. Surtout, l'ajustement de la hauteur de la verrière de l'entrée principale à la hauteur du bâtiment et la toiture à pignon triangulaire font partie des caractéristiques néoclassiques. En 1976, le bâtiment a été placé sous la protection des monuments par le ministère de la Culture.